# Kimberlie – Äventyr på Nya Zeeland
Kimberlie – Äventyr på Nya Zeeland är den första boken i Kim Kimselius serie om Kimberlie och Andy och gavs ut 2009. Handlingen utspelar sig på Nya Zeeland.